# Petritoli

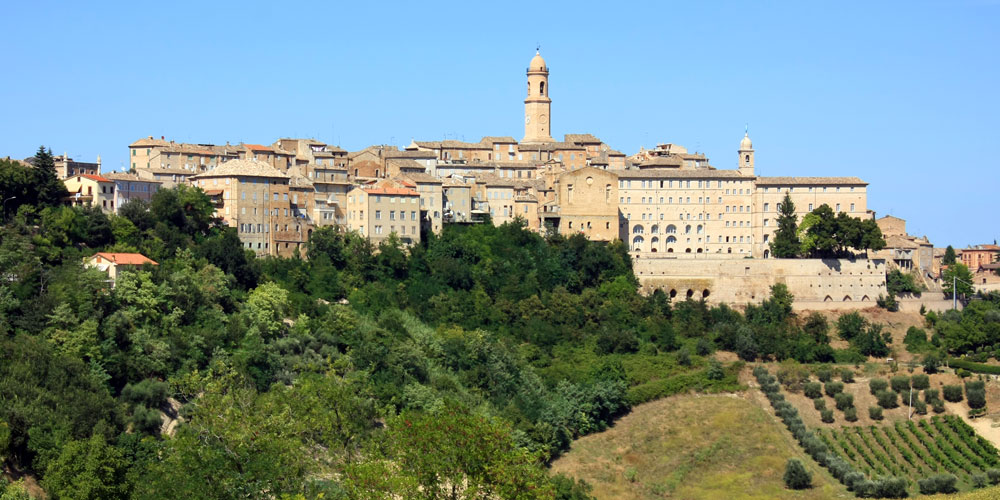
Petritoli

Petritoli is een gemeente in de Italiaanse provincie Fermo (regio Marche) en telt 2509 inwoners (31-12-2004). De oppervlakte bedraagt 23,8 km², de bevolkingsdichtheid is 105 inwoners per km².

## Demografie
Petritoli telt ongeveer 925 huishoudens. Het aantal inwoners daalde in de periode 1991-2001 met 2,8% volgens cijfers uit de tienjaarlijkse volkstellingen van ISTAT.
| Jaar | Inwoneraantal |
| ---- | ------------- |
| 1991 | 2602          |
| 2001 | 2529          |

## Geschiedenis
In de Romeinse tijd was er al een nederzetting, zoals twee urnen uit de eerste en tweede eeuw na Christus en een militaire grenspaal getuigen. Het huidige historische centrum van Petritoli ontstond echter pas in de late middeleeuwen, dankzij de activiteiten van verschillende kloosterordes (o.a. de benedictijnen van Farfa), die drie oude dorpen (Petrosa, Petrania en Petrollavia) samenvoegden tot één: Castel Rodolfo, het huidige Petritoli. Onder directe macht van de Heilige Stoel groeide de vesting in de elfde eeuw al snel uit tot een burcht met groot strategisch belang en een grote autonome macht op het omringende land. Toch verloor Petritoli in 1250 zijn onafhankelijkheid doordat Frederik II Petritoli toewees aan het aartsbisdom Fermo. Het grootste deel van het huidige stadje is gebouwd op en rond de oude burcht van rond 1300. Gedurende de daarop volgende vier eeuwen bleef de geschiedenis van Petritoli nauw verweven met die van Fermo, ondanks de vele pogingen van de Petritolesi om hun autonomie weer terug te krijgen. In deze tijd trokken ook nog eens meerdere buitenlandse mogendheden door het gebied in hun poging het Fermaanse grondgebied te veroveren. In 1537 benoemde Paus Paulus III als dank voor hun hulp Petritoli tot een zelfstandig grondgebied, maar de autonomie was maar van korte duur: het stadje kwam aan einde van de zestiendde eeuw weer onder de heerschappij van Fermo.
Gedurende de zeventiende en achttiende eeuw bleef Petritoli toch een van de belangrijkere plaatsen in de regio, vooral dankzij de talrijke belangrijke religieuze instellingen die zich hier gevestigd hadden.
Onder Napoleon werd Petritoli, met de steun van de lokale politieke klasse, een Kanton, een van de acht in het departement Tronto. Na de nederlaag van Napoleon kwam Petritoli weer onder de macht van de Kerkelijke Staat en de bisschop van Fermo, maar de stad werd een van de belangrijkste centra van de Risorgimento in hun streven naar een Italiaanse staatkundige eenheid. In 1849 maakte Petritoli deel uit van de nieuwe Romeinse Republiek, dankzij de inspanningen van haar bewoners en met name Filippo Mannocchi Tornabuoni, gekozen gedeputeerde in een constituerende vergadering en Costantino Tamanti, die deel nam aan de gewapende strijd. Vanaf 1861 maakte Petritoli een politieke, culturele en artistieke bloeitijd door die vandaag nog terug te zien is in verschillende gebouwen van het historisch centrum. In deze tijd maakte ook Luigi Mannocchi zijn geschriften die nog steeds een mooi voorbeeld zijn van de Piceense folklore.
```
De gruwelen van de 
Eerste Wereldoorlog
 hebben hun sporen achtergelaten in Petritoli, maar dat heeft de inwoners er niet van weerhouden om toch een groot aantal vluchtelingen op te nemen uit 
Vidor
, 
Treviso
, een stadje waar ze nu een 
zusterstad
 mee vormen.
Ondanks de grote veranderingen in de maatschappij de laatste 50 jaar is Petritoli nog steeds een belangrijk centrum in de Val d’Aso op sociaal en economisch gebied.
```

## Bezienswaardigheden
Petritoli (uitspraak Petrítoli) is een middeleeuws vestingstadje gebouwd op een heuvel (358 m) met een weids uitzicht over het Val d’Aso, 30 km van de Monti Sibilini en 15 km van de Adriatische kust, omringd door olijfgaarden en moerbeibomen. Het grondgebied heeft in feite twee historische centra, Petritoli en Moregnano, dat ook van middeleeuwse oorsprong is.
Vanuit Petritoli kan je van verschillende punten genieten van het weidse uitzicht: het Val d’Aso in het zuiden, het grondgebied van Fermo en Macerata, de Monti Sibilini en de Monte Conero, en niet te vergeten de Adriatische Zee.
Kerken
St Maria in Piazza is in 1537 gebouwd op de fundamenten van de oude St Marzialekerk dankzij de financiële steun van Paus Paulus III, maar is gedurende de eeuwen regelmatig mee geëvolueerd met de tijden. De laatste update dateert van 1958: twee muurschilderingen van de schilder Dino Ferrari: De Kruisiging en de Bruiloft van Kana.
De oeroude St Anatolia kerk stond aanvankelijk langs de oevers van de Aso, vlak bij het Sanctuarium van de Madonna della Liberata, maar werd in de middeleeuwen verplaatst. Aan het begin van de twintigste eeuw werd de kerk neergehaald en herbouwd in de huidige vorm onder leiding van de Milanese architect Romolini. Naast muurschilderingen van de schilder Dario Galeazzi worden er relikwieën bewaard van St Anatolia en St Innocenzo.
Twee urnen met de as van een echtpaar dat in de Romeinse tijd leefde, worden in deze kerk bewaard: Tito Saturio Celere en zijn vrouw Fadia Paulla, voor de laatste werd in het grafschrift vermeld dat ze een zoon had: Quinto Latrone, uit een eerder huwelijk. De twee urnen zijn afgesloten met twee gelijke deksels in de vorm van een opgerolde slang.
Het laatmiddeleeuwse sanctuarium van de Madonna della Liberata bevindt zich enkele kilometers van het historisch centrum in de heuvels. De kerk werd in de jaren vijftig van de twintigste eeuw gerenoveerd. Het heiligdom herbergt een schildering van Giovanni Battista Morale uit 1529, een Madonna met het Kind, als dank voor de bescherming van de Petritolesi door de heilige maagd tegen de Franse troepen en de pest. Een oude Romeinse grenssteen met een lofrede op keizer Magnentius (350-353 na Chr.) dient nu als wijwatervat.
Overigen
De 40 meter hoge Torre Civica, aan de Piazza Rocca, gebouwd in 1831, biedt uitzicht over de omgeving. De toren bestaat uit verschillende verdiepingen, met een vierkante basis in rustieke stijl, een achthoekig deel in het midden van de toren en een ronde top met een koepeltje. De gerestaureerde toren is op bepaalde dagen open voor publiek. Waarschijnlijk hebben oudere gebouwen in het historisch centrum plaats moeten maken voor deze toren. Aan hetzelfde plein kan je ook de studio van een schilder Franco Tizi, bezoeken. Regelmatig stelt deze zijn schilderijen buiten op het plein tentoon.
De Drie Bogen met kruisribben in neogotische stijl zijn pas in 1872 tussen de twee bastions uit de vijftiende eeuw gebouwd geven toegang tot de stad. Onlangs zijn ze gerestaureerd en van verlichting voorzien die ’s avonds een sprookjesachtig effect geven.
De meeste toegangspoorten tot de vesting Petritoli hebben in de twintigste eeuw plaats moeten maken voor het autoverkeer. De enige overgebleven zijn die van de Drie Bogen en de veertiende-eeuwse toegangspoort bij de Borgo Vecchio. Wel zijn er her en der delen van de oude vijftiende-eeuwse vestingmuren bewaard gebleven.
Palazzo Vitali-Rosati in gotische stijl is een stukje Venetië in Petritoli, werd door Pietro Vitali voor zijn vrouw, die gek was op Venetië, gebouwd naast het oude paleis van de familie. Dit negentiende-eeuwse Venetiaanse paleis is een duidelijk voorbeeld van een opleving van een oudere stijl uit de veertiende en vijftiende eeuw.
Het oude Vitali-paleis, dat aan het nieuwere deel grenst, heeft nog een muur uit de veertiende eeuw, en is in de loop der eeuwen steeds aangepast aan de geldende mode. Er is een vierde verdieping opgebouwd en de inrichting is in de achttiende eeuw gerealiseerd, maar vooral in het keldergewelf zijn duidelijk de Romeinse fundamenten te zien die eerst nog een oud klooster hebben gedragen en nu deel uitmaken van het huidige gebouw. De kelders en de stallen zijn aan drie kanten ingegraven, maar de vierde muur geeft toegang tot de tuin op een bastion van ongeveer 9 meter hoog, met een schitterend uitzicht over de vallei. Vanuit de kelder is er een geheime gang naar buiten de muren van de stad om in tijden van oorlog een ontsnappingsroute te hebben. Alle ruimtes op de begane grond bestaan uit gepleisterde bakstenen met tongewelven, onder andere de grote keuken, met de monumentale haard en twee eetzalen (voor de adel en voor het volk), een salon, een studeerkamer, een magazijn en een graanopslag.
In het oude Vitalipaleis bevindt zich nu een museum over de Vitali’s en een expositie van de schilderes Sharon Kantor bevinden. Op de eerste verdieping zijn de gepleisterde plafonds a camorcanna in de achttiende eeuw geschilderd met typische afbeeldingen van die tijd. Hier bevindt zich een grote salon en herenkamer. De bovenste verdieping is in de achttiende eeuw gebouwd: kamers voor de kleinste kinderen, de bediendes, en opslagruimte.
In de mooi gerestaureerde opslagruimte en graanopslag op de begane grond zijn er nu een museum en een schilderijtentoonstelling. Onder andere een eind-negentiende-eeuwse trouwjurk, een spaghettimachine van de eerste helft van de zestiende eeuw en enkele huishoudelijke gebruiksvoorwerpen uit de achttiende en negentiende eeuw. De schilderijententoonstelling omvat de laatste schilderijen van Sharon Kandor, echtgenote van de laatste eigenaar van het pand, Luigi Vitali.
Teatro dell’Iride (1873-77) ontworpen door Giuseppe Sabbatini en gedecoreerd door Salomone Salomoni en de schilder Nunzi. Het U-vormige theater herinnert ons nog aan de achttiende-eeuwse theaters, maar dankzij de elegante vorm en de schitterende decoraties is het nu een van de mooiste van de historische theaters in de Marche. De eerste opvoering, bij de inauguratie in oktober 1875 was Don Pasquale van Gaetano Donizetti, maar nog steeds worden er allerlei voorstellingen gegeven.
Het voormalige Clarissenklooster met zijn versierde bakstenen voorgevel, dat nu dienstdoet als het gemeentehuis, herbergt nog een houten koor uit de zeventiende eeuw en de bijbehorende St Klarakerk werden in de zestiende en zeventiende eeuw gebouwd dankzij een nalatenschap van Don Censorio Marziali. In de tweede helft van de achttiende eeuw werden beide gebouwen door de architect Pietro Magi gerenoveerd en verfraaid, waaronder het schitterende houten koor. In het begin van de twintigste eeuw werd de St Andreakerk, nadat de oude St Andrea kerk gesloopt werd. In het gemeentehuis is een permanente fototentoonstelling over de Eerste Wereldoorlog in de Veneto. Een vrolijker noot wordt gegeven door de andere permanente tentoonstelling hier: tekeningen van kinderen uit de hele wereld. Nadat de gemeenteraad het oude stadhuis, het tegenwoordige Palazzo Fabiani, had verlaten, kwam ze tijdens de Italiaanse Eenwording eerst in de voormalige bibliotheek samen en eind jaren twintig van de twintigste eeuw naar hun huidige plaats, het oude Clarissenklooster.
Buiten het historisch centrum vind je nog het Minderbroederklooster  dat inmiddels is omgebouwd tot polikliniek. De naastgelegen S. Maria dei Martiri zijn beide vlak voor de zeventiende eeuw gebouwd. Het schitterende plafond met achthoekige koffers vertoont afbeeldingen in eigeel tempera van de geschiedenis en leerstellingen van de franciscanen. Een muurschildering uit de zestiende eeuw van de Mandonna van de Melk, en een Callido-orgel uit de negentiende eeuw zijn het levende bewijs van de kunstzinnigheid van deze kerk.
Het zestiende-eeuwse Gemeentehuis, het tegenwoordige Palazzo Fabiani, tegenwoordige woonhuis van de familie Fabiani, werd dankzij de economische steun van Paus Paulus III in de vijftiende en zestiende eeuw gebouwd. De terracotta kozijnen en pilaren geven het gebouw zijn karakteristieke uiterlijk, maar nog opvallender is de grote zonnewijzer op de façade.
Buiten de muren
Ten oosten van het historisch centrum bevindt zich de oven van Vitellozzi, een getuigenis van de vroege industriële tijd, waarin ambachtslieden en landbouwers uit de omgeving van Petritoli producten van hoge kwaliteit maakten, iets wat vandaag de dag nog steeds gebeurt.
De oude bron in de contrada Papagno werd in het begin van de twintigste eeuw gebouwd als publiek werk. De bron getuigt van een tijd, niet eens zo heel lang geleden, waarin water een kostbaar goed was en waar bronnen een ontmoetingsplaats waren voor de bewoners van de streek.
De oude drukkerij van Fabiani werd al voor het eerst vermeld in de tweede helft van de negentiende eeuw, toen nog Tipografia A. Manuzio genoemd.
Uiteraard heeft door de technologische ontwikkeling en de opkomst van de informatica zijn belangrijkste waarde verloren, maar het museum met de nog steeds werkende, bijzondere drukpersen hebben een grote didactische waarde.
De CAG (Centro di Aggregazione Giovanile), jongeren ontmoetingscentrum is in 2004 opgericht door de toenmalige gemeenteraad om de jeugd van Petritoli een eigen plaats voor samenkomst te geven. In de CAG is het mogelijk om binnen te tafelvoetballen of –tennissen, PlayStation-wedstrijden te houden, muziek te luisteren en zijn er internetcomputers. Het gebruik van alcoholische dranken is streng verboden.
het Sportcomplex van Petritoli omvat verschillende sportvelden, zoals een gravel tennisbaan, een kunstgras voetbalveld, en binnenbanen voor basketbal, volleybal en tennis.

## Evenementen
Feest van de Graanoogst: tweede of derde zondag in juli, de festiviteiten volgen op de graanoogst om de Heilige Maagd te bedanken. Het feest wordt traditiegetrouw geopend met een optocht van forosette, van elke deelgemeente een, die graanschoven voor de Madonna brengen tijdens de heilige mis. Vroeger werden deze graanschoven aangeboden aan de heren en burchtheren van Petritoli, die de poorten van de stad ervoor moesten openen waardoor de boeren zich tijdelijk meester konden maken van de straten wat leidde tot uitgelaten zang en dans. De moderne variant van het feest heeft op zaterdagavond een dansavond en een voorstelling van de folkloristische groep “La Rocca” met traditionele zang en dans, en vooral de saltorella. Een voorstelling van historische kostuums, geïnspireerd op de negentiende eeuw geeft weer hoe in 1861 de macht van de Kerkelijke Staat werd overgedragen aan het Koninkrijk Italië. Maar ondanks alle nieuwe betekenissen, blijft de dankbaarheid aan de Madonna centraal staan.
Het Orgelfestival in juli-augustus is sinds enkele jaren een nieuw evenement op de kalender van de Petritolesi. Tijdens dit festival wordt het orgel in de Santa Maria ad Martires, bespeeld door verschillende grote organisten uit heel Europa.
De Sagra della Polenta op 14 augustus is een feest dat georganiseerd wordt door Moregnano op het pittoreske pleintje van Ss Vittore e Corona, waar je verschillende soorten smakelijke polentagerechten kan proeven.
Het feest van de Madonna van de Misericordia wordt georganiseerd door de pro-loco, de vereniging die de tradities en bezienswaardigheden van Petritoli behartigt, waarbij het beeld van Maria door de straten van de stad wordt gedragen en zo de mis inluidt waarbij de jongeren het vormsel ontvangen. Na de mis vindt de beroemde karrenrace plaats, waarbij de jongeren met zelfgemaakte karren van hout en gebruikt ijzer, houten wielen, een stuur en een zadel door de straten van de stad racen.
De Sagra van de Prosecco en de Spiedo alla Trevigiana vindt plaats op 22 augustus in Valmir. Dit feest is ontstaan dankzij het zusterschap met de plaats Vidor (TV), en het zijn dan ook inwoners van Vidor die de spiesen bereiden en de prosecco meenemen.
De Sagra van de Sporbatura vindt plaats in de eerste week van september in Valmir, hier kan je verschillende gerechten proeven en spelen er verschillende lokale muziekgroepen.
Het International Hobo-concours “Giuseppe Tomassini”  vindt om de drie jaar plaats in oktober. De in Petritoli geboren Giuseppe Tomassini (1915-1987) was een beroemd hoboïst in Rome waar hij ook les gaf aan het Conservatorium.
Kruiden en Olie (Erba Olio) is een manifestatie van oktober tot en met december waarmee Petritoli zich aansluit bij het Circuit van de Kruiden in het Wild, die zich tot doel heeft gesteld om wilde kruiden weer erkend en gewaardeerd te krijgen. De bijdrage van Petritoli aan deze kring is een rijke boerentraditie van het gebruik van wilde kruiden in de keuken en authentieke olijfolie. Regelmatig worden er activiteiten georganiseerd waarbij het mogelijk is om lokale gerechten te proeven, wandelingen door het platteland, en bezoek aan de olijfpersen.
GP Ballacco Paponi is een jaarlijkse interclubwedstrijd voor wielrenners (Juniores) Deze start en komt aan in Petritoli. De eerste editie vond plaats in 2008. In 2013 werd de wedstrijd internationaler door de deelname van Belgische wielrenners.

## Moregnano
2 kilometer buiten Petritoli ligt deelgemeente Moregnano. Het is een charmant plaatsje met een historisch centrum uit de late middeleeuwen. Moregnano is gebouwd als versterkte vesting, terwijl de andere deelgemeente, Valmir, zich in het dal bevindt.

## Geschiedenis
De naam stamt vermoedelijk af van de naam van een Romeins patriciër Murena, die hier een woning had. Archeologische vondsten van onder andere een necropolis op de heuvels boven Moregnano leveren het bewijs dat de streek al in die tijd bewoond was. De benedictijner monniken van de Farfa-abdij hebben er een hof gebouwd, de Santa Maria Matris Domine, dat later deels door de graaf Hildebrand a Rabennone en zijn vrouw Alerona. Een inscriptie uit de achtste eeuw, die waarschijnlijk heeft toebehoord aan de oude kerk van San Marco Di Ponzano zou dit verhaal kunnen ondersteunen. Maar pas in de elfde eeuw wordt de naam Moregnano in historische documenten vermeld, als een van de vele bezittingen van bisschop Hugo van Fermo. Een ander perkament bevestigt dat Moregnano op 14 juni 1214 van Fermo was na een strijd tussen enkele lokale machthebbers. Het castra Morangiani bestond toen uit een ommuring met enkele huizen zonder enige kerk. De parochiekerk stond in die tijd nog in het dal vlak bij waar nu nog een bron uit 1290 na Chr.
```
Gedurende zijn geschiedenis heeft de burcht Moregnano maar in enkele gevallen een vernietigende oorlog ondergaan. Zoals in 1415 toen het door de legers van 
Malatesta
 werd bezet, maar de gevolgen waren minder heftig dan voor de nabijgelegen burcht Torchiaro. Tijdens een renovatie in Moregnano is er nog een kanonskogel met een doorsnee van zo’n 20
 
cm teruggevonden. Na de nederlaag van Malatesta kwamen alle burchten in de regio weer onder de heerschappij van Fermo.
In de tijd van 
Napoleon
 maakte Moregnano deel uit van het Departement Tronto en de 
aedilis
, een soort burgemeester, Savino Savini woonde met zijn hele familie in Moregnano, dat tot het in 1869 een deelgemeente van Petritoli werd een vrije gemeente was. Van de oorspronkelijke gebouwen is weinig over, omdat in de achttiende eeuw de meeste bouwwerken vervangen werden. Het oude kasteel dat op de kam van de heuvel van oost naar west loopt blokkeert elke doorgang van de ene kant naar de andere kant van het stadje en zijn er nu maar drie straten die naar het plein lopen. De ommuring is deels nog terug te vinden in de muren van de huizen en delen van muurtorens waarvan sommige nog 
schietgaten
 en embrasures hebben, ook zijn er nog delen van een onderaardse gang bij de muur gevonden. Het hoogste deel van het dorp dat nog uit de tweede helft van de zeventiende tot en met de tweede helft van de achttiende eeuw dateert, is grotendeels vervangen door twee buitenhuizen van landeigenaren uit Fermo. Ook is in deze tijd het stadhuis aan dezelfde kant van het plein gebouwd. Aan de noordkant van het plein heeft een oude kerk deels plaats moeten maken voor het parochiehuis, nu het Casa Properzi geheten, terwijl in 1796 een nieuwe kerk aan de westkant van het plein werd gebouwd volgens een ontwerp van Pietro Augustoni da Como. Voor deze kerk heeft de oude stadsmuur plaats moeten maken samen met de bastions en de gracht die toen nog bestond, om zo ook een makkelijkere toegang te maken voor karren. Ondanks deze ingrijpende veranderingen heeft het grondplan van het oude kasteel Moregnano zijn oude structuur behouden, zodat je nog steeds duidelijk merkt dat je in een versterkte burcht loopt.
```

## Bezienswaardigheden
Palazzo Trenta Het gebouw bestaat uit drie verdiepingen, inclusief een half ingegraven verdieping aansluitend op een natuurlijke grot. Dankzij de schitterende omgeving dicht bij de zee en de bergen, de bewerkte bakstenen muur en de schitterende verfijnde fresco’s is het Palazzo Trenta een ideale locatie voor culturele en artistieke activiteiten. Een zorgvuldige restauratie kan hier alleen nog extra toe bijdragen. Ook zou het gebouw prima gebruikt kunnen worden als vier- of vijfsterrenhotel en zo op de lijst van Historische Verblijfplaatsen opgenomen kunnen worden.
De Chiesa dei SS. Vittore e Corona dateert uit de achttiende eeuw.

## Geografie
Petritoli grenst aan de volgende gemeenten: Carassai, Monte Giberto, Monte Vidon Combatte, Montefiore dell'Aso, Monterubbiano, Ponzano di Fermo.
Hoogte: 358 meter boven zeeniveau.